# Protolatiremus sakaguchii
Protolatiremus sakaguchii is een eenoogkreeftjessoort uit de familie van de Protolatiremidae. De wetenschappelijke naam van de soort is voor het eerst geldig gepubliceerd in 1974 door ItôTat.